# Reinpusch
Reinpusch (früher auch Reinbusch geschrieben), niedersorbisch Rampuś, ist ein Wohnplatz in Schorbus, einem Ortsteil der Stadt Drebkau im Landkreis Spree-Neiße im Südosten des Landes Brandenburg.

## Lage
Reinpusch liegt in der Niederlausitz, etwa sieben Kilometer nordöstlich von Drebkau und acht Kilometer südlich des Stadtzentrums von Cottbus. Umliegende Ortschaften sind die Cottbuser Ortsteile Groß Gaglow und Gallinchen im Nordosten, das zur Gemeinde Neuhausen/Spree gehörende Harnischdorf im Osten, Oelsnig im Südosten, Auras im Süden, Schorbus im Westen und Klein Oßnig im Nordwesten.
Reinpusch liegt zwei Kilometer von der Landesstraße 521 und drei Kilometer von der Bundesstraße 169 entfernt. Nördlich des Ortes entspringt der Piepersgraben Schorbus.

## Geschichte
Reinpusch wurde im Jahr 1501 mit dem Namen Ranesbusch urkundlich erwähnt, damals war es jedoch wüst gefallen und unbewohnt. Reinhard E. Fischer erklärt den Ortsnamen als „Dorf am Busch, Laubwald“, das nach einem Ortsbesitzer mit dem Personennamen „Rein“ benannt wurde. Laut Siegfried Körner bezieht sich die Vorsilbe „Rein-“ auf den sorbischen Namen „Raniš“. Bogumił Šwjela leitet den sorbischen Ortsnamen von dem niedersorbischen Wort „rampa“ (= „Sau“) ab und deutet ihn als „Sauenplatz“, also als einen Ort, in dem Säue gehalten wurden.
Bis Ende des 17. Jahrhunderts war Reinpusch ein selbstständiges Rittergut, bis es später als Vorwerk dem Rittergut Schorbus angegliedert wurde. Das Dorf wurde Schäferei von Schorbus und verfügte zudem über vier besetzte Kolonistenstellen. Bis 1815 gehörte Reinpusch zum Königreich Sachsen, nach dem Wiener Kongress musste Sachsen die Niederlausitz an das Königreich Preußen abtreten. Dort gehörte Reinpusch zum Landkreis Cottbus in der Provinz Brandenburg. 1840 hatte Reinpusch 37 Einwohner in fünf Wohngebäuden und war nach Groß Gaglow eingepfarrt. 1864 wurde eine Ziegelei in Reinpusch erwähnt. Die Einwohnerzahl war auf 27 gesunken. Historisch war Reinpusch ein überwiegend sorbischsprachiges Dorf. Die Gemeinde Schorbus, zu der das Dorf damals gehörte, hatte 1884 einen sorbischsprachigen Bevölkerungsanteil von 83 %.
Reinpusch wurde zunächst in den Gutsbezirk Schorbus eingegliedert, das genaue Datum der Eingliederung ist unbekannt. Die Eingemeindung muss jedoch vor 1871 erfolgt sein. Bei der Volkszählung am 1. Dezember 1871 hatte Reinpusch 49 Einwohner. 1898 hatte Reinpusch 65 Einwohner. Der Gutsbezirk Schorbus wurde am 30. September 1928 aufgelöst und Reinpusch in die Landgemeinde Schorbus umgegliedert. Nach dem Ende des Zweiten Weltkrieges lag Reinpusch zunächst in der Sowjetischen Besatzungszone und ab dem 7. Oktober 1949 in der DDR. Bei der DDR-Kreisreform vom 25. Juli 1952 wurde Reinpusch dem Kreis Cottbus-Land im Bezirk Cottbus zugeordnet. Nach der Wende wurde der Kreis Cottbus-Land in Landkreis Cottbus umbenannt und fusionierte bei der Kreisreform am 6. Dezember 1993 mit drei weiteren Kreisen zum heutigen Landkreis Spree-Neiße. Am 31. Dezember 2001 wurde Schorbus mit seinen Ortsteilen nach Drebkau eingemeindet.